# Proconvertina
La proconvertina o fattore VII è una glicoproteina costituita da una singola catena polipeptidica sintetizzata a livello epatico. Il suo peso molecolare è di circa 53.000 dalton. Questa proteina ha un tempo di emivita molto breve: fino a 6 ore. Se sottoposta ad elettroforesi migra sia nelle α-globuline che nelle β-globuline. È una delle proteine che fa coagulare il sangue nella cascata della coagulazione. È un enzima della classe della serina proteasi. Una forma ricombinante del fattore umano VIIa (eptacog alfa [attivato], NovoSeven) ha l'approvazione della Food and Drug Administration degli Stati Uniti per emorragia incontrollata nei pazienti con emofilia. A volte è usato senza licenza in gravi sanguinamenti incontrollabili, sebbene ci siano stati problemi di sicurezza. È anche disponibile una forma biosimilare di fattore VII ricombinante attivato (AryoSeven), ma non svolge alcun ruolo considerevole nel mercato.

## Fisiologia
Il fattore VII è uno dei fattori della via estrinseca della cascata coagulativa. Viene attivato a fattore VIIa dal fattore III (o tromboplastina tissutale) e forma con esso e lo ione Ca2̝+ un complesso che è in grado, a sua volta, di attivare il fattore X. Lo stesso Fattore Xa e la trombina sono in grado di attivare il fattore VII.
Il ruolo principale del fattore VII (FVII) è di iniziare il processo di coagulazione in congiunzione con il fattore tissutale (TF / fattore VII). Il fattore tissutale si trova all'esterno dei vasi sanguigni, normalmente non esposti al flusso sanguigno. A seguito di un danno vascolare, il fattore tissutale è esposto al sangue e al fattore VII circolante. Una volta legato a TF, il VII viene attivato a VIIa da diverse proteasi, tra cui la trombina (fattore IIa), il fattore Xa, IXa, XIIa e il complesso VIIa-TF stesso. Il complesso del fattore VIIa con TF catalizza la conversione del fattore IX e del fattore X nelle proteasi attive (IXa e il fattore Xa).
La proconvertina appartiene alla categoria di fattori cosiddetti “vitamina K-dipendenti” come i fattori II, IX e X. La vitamina K ha la funzione di catalizzare la carbossilazione dell’acido glutammico presente nei precursori dei suddetti fattori in acido γ-carbossiglutammico. L’acido γ-carbossiglutammico permette che questi fattori fissino gli ioni Ca2+ e i sali inorganici, rendendo possibile la cascata coagulativa. Una carenza di vitamina K o la presenza di suoi antagonisti (cumarinici) determinano l’arresto della sintesi di tali fattori e l’accumulo di loro precursori chiamati PIVKA (Protein Induced by Vitamin K Absence or Antagonist), i quali sono scarsamente attivi nella cascata coagulativa e hanno un'azione interferente sull’attivazione del fattore X. I PIVKA si distinguono in base al fattore di cui sono i precursori: PIVKA II, PIVKA VII, PIVKA IX e PIVKA X.

## Ruolo patologico
La carenza del fattore VII (carenza di proconvertina congenita) è rara ed è ereditata in modo recessivo. Si presenta come un disturbo emorragico simile all'emofilia. Viene trattato con il fattore VIIa ricombinante (NovoSeven o AryoSeven). Gli approcci di terapia genica per il trattamento del deficit di FVII sono molto promettenti.

## Uso medico
Il fattore VIIa ricombinante, commercializzato con i nomi commerciali AryoSeven e NovoSeven, è utilizzato per le persone con emofilia (con carenza di fattore VIII o IX) che hanno sviluppato anticorpi contro il fattore di coagulazione sostitutivo. È stato anche usato contesto di un'emorragia incontrollabile, ma il suo ruolo in questo contesto è controverso con prove insufficienti a sostegno del suo utilizzo al di fuori delle sperimentazioni cliniche.  Il primo rapporto sul suo uso nell'emorragia era in un soldato israeliano con sanguinamento incontrollabile nel 1999 . I rischi del suo utilizzo includono un aumento della trombosi arteriosa.  Tuttavia, gli studi sugli animali non hanno mostrato complicanze come si è visto negli esseri umani, infatti gli stessi studi mostrano una prognosi migliore. Nelle impostazioni militari viene utilizzato come intervento off-label in complicazioni legate all'emorragia disseminata di coagulazione intravascolare causata da traumi penetranti.

## Interazioni
È stato dimostrato che il fattore VII interagisce con il fattore tissutale e la proteina C.